# باسل الفنيطل
باسم الفنيطل مواليد 1 يناير 2004، هو لاعب كرة قدم سعودي يلعب حالياً في نادي الزلفي كمهاجم.